# Polop

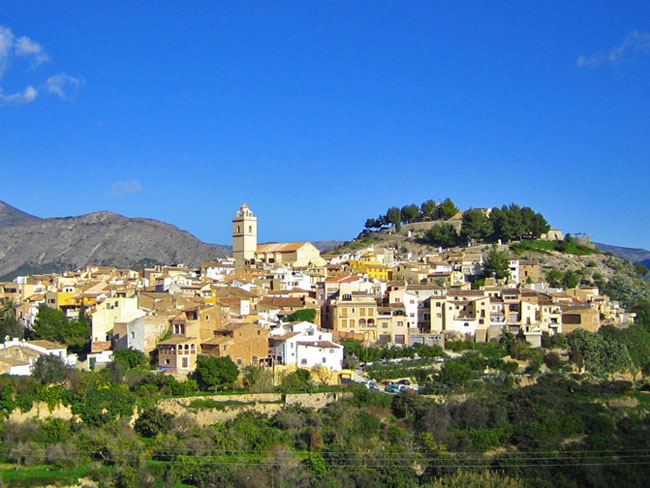
Vista des de la Nucia

Polop o Polop de la Marina és un municipi del País Valencià situat a la comarca de la Marina Baixa que limita amb els termes municipals de Benidorm, Benimantell, Callosa d'en Sarrià, Finestrat, el Castell de Guadalest i la Nucia. Els nuclis de Polop i La Nucia estan gairebé junts. En el terme municipal de Polop es troba també el nucli de població de Xirles, el qual forma una pedania, que en l'època de la conquesta tenia el seu propi municipi.

## Història
La fortificació de Polop tingué sempre gran importància estratègica, com pogué demostrar la sublevació del cabdill Al-Azraq després de la conquesta de la vila per Jaume I. Polop fou donada l'any 1271 al cavaller Beltran de Belpuig. Durant segles la vila, al voltant de la qual s'acomodava un important nombre de camperols mudèjars, visqué del conreu de garrofers i cereals i, sobretot, del cep, dedicat a la producció de vi i panses. La Germania va ser un episodi particularment sagnant i traumàtic per als mudèjars de Polop. Amb la seva expulsió la baronia va perdre quelcom més dels dos terços de la seua població i Polop restà reduït a poc menys de 400 habitants. Més tard, la vila juntament amb la seua baronia passà a mans de la família Fajardo. Cap a finals del segle xviii Polop tenia un poc més de 1.000 habitants. A mitjan segle xix la base de la seua economia continuava sent la producció i exportació de vi i panses. Tanmateix, prompte començaren a estendre's els fruiters, els agres i les ametles. La població de Polop havia superat els 2.300 habitants (polopins). Nogensmenys, des d'aleshores fins a la Guerra civil va perdre part de la seua població, que sols ha pogut ser recuperada (de 1.857 habitants el 1994 a 2.391 al 2002) gràcies a l'efecte econòmic induït pel turisme de la propera Benidorm.

## Geografia
Situat en l'interior però molt prop de Benidorm. La localitat està situada sobre un turó, rodejant el seu castell.
El terme municipal de Polop es troba al nord de Benidorm. Els accidents geològics més importants del municipi són la serra de la muntanya Ponotx i els barrancs que discorren cap a l'est; el Ponotx (1.181 m) queda situat a l'oest de Polop. Es tracta d'una serra aspra i rocosa, d'empinadíssims pendents, coberta de llargs penyalars i formidables penyals i parets, que constituïx un massís orientat d'est a oest. L'ombria és poblada de pinedes i carrasques, i manté una continuïtat amb la serra del Puig Campana.
Per a accedir a Polop des d'Alacant, cal prendre l'AP-7 o la N-332 i la CV-70 a l'altura de Benidorm.

## Demografia
| 1900  | 1910  | 1920  | 1930  | 1940  | 1950  | 1960  | 1970  | 1981  | 1991  | 2000  | 2005  |
| ----- | ----- | ----- | ----- | ----- | ----- | ----- | ----- | ----- | ----- | ----- | ----- |
| 1.639 | 1.630 | 1.476 | 1.400 | 1.456 | 1.396 | 1.286 | 1.554 | 1.766 | 1.903 | 2.136 | 3.353 |

## Economia
Basada tradicionalment en l'agricultura. A les zones de menor alçada predominen els cultius d'ametlers i oliveres i a la vall els cítrics i nispros.

## Monuments i llocs d'interés
- Muralla medieval. Des del punt més alt de la població, on es va ubicar l'antic cementeri, se'n poden observar les seues restes.

- Església de Sant Pere i santuari de la Divina Aurora. L'església de Sant Pere va ser construïda el 1723. Junt a ella es troba el santuari de la Divina Aurora.
- Castell de Polop.

## Festes
- Festes de Sant Jaume. Se celebren el dissabte més pròxim a la festivitat de Sant Jaume Apòstol, a la Partida de Cotelles.
- Festes del Porrat. Se celebren en honor de sant Roc el segon cap de setmana d'agost.
- Festes de Sant Ramon Nonat. Se celebren a la pedania de Xirles l'últim cap de setmana d'agost.
- Festes Patronals. Se celebren en honor de sant Francesc d'Assís a partir del 3 d'octubre.

## Gastronomia
Destaquen plats típics de la Marina Baixa com pilotes de dacsa, l'arròs amb fesols i naps, pebrereta amb sangatxo, la paella i com a postres els nispros, confitures, pastissets de moniato, pastissets d'ametla. I per a beure, vins propis de la Marina i mistela.

## Política i govern

### Composició de la Corporació Municipal
El Ple de l'Ajuntament està format per 11 regidors. En les eleccions municipals de 26 de maig de 2019 foren elegits 5 regidors del Partit Socialista del País Valencià (PSPV-PSOE), 3 del Partit Popular (PP), 2 de Compromís per Polop-Verds (Compromís-Verds) i 1 d'Alternativa Independents per Polop (ALP).
| Eleccions municipals de 26 de maig de 2019 - Polop                                                                             |                                          |                                     |                                     |        |          |          |
| Candidatura | Candidatura                              | Candidatura                         | Cap de llista                       | Vots   | Vots     | Regidors |
| | Partit Socialista del País Valencià-PSOE |                                     | Gabriel Fernández Fernández         | 788    | 44,12%   | 5 ()     |
| | Partit Popular                           |                                     | José Luis Susmozas Ferris           | 534    | 29,90%   | 3 (+1)   |
| | Compromís per Polop-Verds                |                                     | Àngela Fuster Fernández             | 270    | 15,12%   | 2 (-1)   |
| | Alternativa Independents per Polop       |                                     | Francisco Fuster Montoro            | 135    | 7,56%    | 1 ()     |
| | Altres candidatures                      |                                     |                                     | 34     | 1,90%    | 0        |
| | Vots en blanc                            |                                     |                                     | 25     | 1,40%    |          |
| Total vots vàlids i regidors                                                                                                   | Total vots vàlids i regidors             | Total vots vàlids i regidors        | Total vots vàlids i regidors        | 1.786  | 100 %    | 11       |
| | Vots nuls                                | Vots nuls                           | Vots nuls                           | 26     | 1,43%    |          |
| Participació (vots vàlids més nuls)                                                                                            | Participació (vots vàlids més nuls)      | Participació (vots vàlids més nuls) | Participació (vots vàlids més nuls) | 1.812  | 58,98%** |          |
| Abstenció | Abstenció                                | Abstenció                           | Abstenció                           | 1.260* | 41,02%** |          |
| Total cens electoral | Total cens electoral                     | Total cens electoral                | Total cens electoral                | 3.072* | 100 %**  |          |
| Alcalde: Gabriel Fernández Fernández (PSPV) (15/06/2019)                                                                       |                                          |                                     |                                     |        |          |          |
| Fonts: JEC, JEZ Alacant, M. Interior, Periòdic Ara. (* No són vots sinó electors. ** Percentatge respecte del cens electoral.) |                                          |                                     |                                     |        |          |          |

### Alcaldes
Des de 2011 l'alcalde de Polop és Gabriel Fernández Fernández de PSPV.
| Període                       | Alcalde o alcaldessa                                                  | Partit polític | Data de possessió                | Observacions                  |
| ----------------------------- | --------------------------------------------------------------------- | -------------- | -------------------------------- | ----------------------------- |
| 1979–1983                     | Joan Gadea Burgos                                                     | UCD            | 19/04/1979                       | --                            |
| 1983–1987                     | Rafael Pérez Saragossa                                                | AP-PDP-UL-UV   | 28/05/1983                       | --                            |
| 1987–1991                     | Joaquín Berenguer Fuster                                              | PSPV-PSOE      | 30/06/1987                       | --                            |
| 1991–1995                     | Joan Gadea Burgos                                                     | CDS            | 15/06/1991                       | --                            |
| 1995–1999                     | Alejandro Ponsoda Bou                                                 | PP             | 17/06/1995                       | --                            |
| 1999–2003                     | Alejandro Ponsoda Bou                                                 | PP             | 03/07/1999                       | --                            |
| 2003–2007                     | Alejandro Ponsoda Bou                                                 | PP             | 14/06/2003                       | --                            |
| 2007–2011                     | Alejandro Ponsoda Bou Juan Cano Giménez María Dolores Zaragoza Teuler | PP PP          | 16/06/2007 02/11/2007 17/12/2009 | Defunció Dimissió/renúncia -- |
| 2011–2015                     | Gabriel Fernández Fernández                                           | PSPV-PSOE      | 11/06/2011                       | --                            |
| 2015–2019                     | Gabriel Fernández Fernández                                           | PSPV-PSOE      | 13/06/2015                       | --                            |
| 2019-2023                     | Gabriel Fernández Fernández                                           | PSPV-PSOE      | 15/06/2019                       | --                            |
| Des de 2023                   | n/d                                                                   | n/d            | 17/06/2023                       | --                            |
| Fonts: Generalitat Valenciana |                                                                       |                |                                  |                               |